# Kogelsee
Der Kogelsee ist ein 2171 Meter hoch gelegener Gebirgssee in den Lechtaler Alpen. Er liegt auf dem Gemeindegebiet von Gramais im Bezirk Reutte des österreichischen Bundeslandes Tirol.

## Lage und Umgebung
Der Kogelsee liegt 2,1 km südöstlich von Gramais inmitten der Lechtaler Alpen. Er ist nach dem unmittelbar benachbarten Kogel (2318 m) benannt, der zusammen mit Spitz (2401 m), Kogelseespitze (2647 m), und den Bockkarspitzen (2602 m) die Umrandung des Kogelkars bildet.

## Hydrologie
Die Ausdehnung des Kogelsees misst ungefähr 250 auf 180 Meter. Die Entwässerung erfolgt über den Platzbach ins nördlich ans Kar anschließende Kogelkartal. Damit gehört der See zu den Flusssystemen Lech und Donau.

## Zugang
Der Kogelsee ist über einen alpinen Wanderweg, der dem Platzbach von Gramais (1328 m) aus folgt, von Norden her erschlossen. Der Weg führt direkt am See vorbei zur Kogelseescharte hinauf (2497 m), über die Anschluss gewonnen wird an das Parzinn mit seinen Seen (z. B. Parzinnseen und Gufelsee) und Gipfeln (z. B. Parzinnspitze, Dremelspitze, Große Schlenkerspitze). Dort besteht mit der Hanauer Hütte auch eine Unterkunftsmöglichkeit.